# Кемпо
Кемпо (англ. Kenpō, яп. 拳法)— загальне найменування всіх бойових мистецтв, незалежно від національної приналежності. Цей термін з'явився як результат японського читання китайських ієрогліфів цюань-фа («метод, закон кулака»).

## Використання терміна у практиці бойових мистецтв
- Сьоріндзі-кемпо (яп. 少林寺拳法) — японське бойове мистецтво засноване Со Досіном у 1947 р..
- Ніхон-кемпо (яп. 日本拳法) — японське бойове мистецтво подібне до рукопашного бою.
- Українське кемпо — вид кемпо, що з'явилося в Україні в 1990-і роки.
- Секай-но кемпо (яп. 世界の拳法) — об'єднавча форма різних видів кемпо світу.
- Американське кемпо — вид кемпо створене в Америці Едом Паркером.

## Кемпо як вид бойового мистецтва
Рюкю кемпо — це кемпо з островів Рюкю. Звідти воно потрапило на Гаваї і там поширилося в США під назвою «Американське кемпо» і «Кемпо-карате». Перший клуб бойового мистецтва під найменуванням «кемпо» був відкритий в Гонолулу в 1937 році.
Крім того відомі ще в світі види бойових мистецтв, що носять слово «кемпо» в найменуванні: Кемпо Тай Джутсу, Кемпо каі, Кокусаї кемпо, Кошо Шореї Рю Кемпо, Мушіндо Кемпо, Трейсі Кемпо, Універсал Кемпо.

## Відеоігри
Фен Вей (англ. tekken) — практикує Ушу Кемпо.